# Tyson Fury
Tyson Luke Fury (Wythenshawe, 12 agosto 1988) è un ex pugile britannico. Soprannominato "The Gipsy King" (Il Re Gitano) per via delle sue origini nomadi, dal 2020 al 2024 è stato detentore del titolo mondiale dei pesi massimi WBC. Tra febbraio 2020 e agosto 2022 ha detenuto anche il titolo The Ring, riconoscimento già posseduto tra il 2015 e il 2018 (terzo peso massimo ad aver conquistato il titolo The Ring in due occasioni dopo Floyd Patterson e Muhammad Ali). Nell'annata 2015-2016 è stato, inoltre, campione del mondo delle federazioni WBA, WBO, IBF e IBO.
Come dilettante ha rappresentato sia l'Inghilterra che l'Irlanda, essendo nato a Manchester all'interno di una famiglia pavee. Nel 2008 ha vinto il titolo ABA dei pesi supermassimi prima di debuttare come professionista all'età di 20 anni. Dopo aver conquistato il titolo inglese in due occasioni, è diventato campione britannico e del Commonwealth nel 2011 sconfiggendo Dereck Chisora. Superando nuovamente Chisora nella loro rivincita, avvenuta tre anni dopo, si è fregiato invece del titolo europeo e WBO Internazionale dei massimi. Con alle spalle una striscia di 24 vittorie e nessuna sconfitta, nel novembre 2015 ha affrontato e sconfitto il campione in carica Volodymyr Klyčko, strappandogli le sigle WBA, WBO IBF, IBO e The Ring dei massimi e ponendo fine agli 11 anni di imbattibilità dell'ucraino.
A seguito di problemi personali e di una lunga squalifica per doping da parte dell'agenzia anti-doping britannica, è stato privato dei titoli mondiali e ha osservato quasi tre anni di inattività, facendo il suo ritorno nel ring nel giugno 2018. Nel febbraio 2020 ha conquistato il titolo mondiale WBC detronizzando il campione Deontay Wilder, con cui aveva pareggiato 14 mesi prima, andando poi a difendere la cintura contro lo statunitense nel loro terzo e ultimo match nell'ottobre 2021. Nel 2022 difende nuovamente il titolo, prima contro Dillian Whyte e poi con Dereck Chisora. In virtù dei risultati raggiunti, dal dicembre 2020 al maggio 2024 è stato considerato il miglior peso massimo in attività secondo ESPN, salvo poi venire scalzato dall'ucraino Olexandr Usyk.
Il 13 gennaio 2025, a poche settimane dalla seconda sconfitta subita contro il pugile Ucraino Olexandr Usyk, annuncia il suo ritiro dal pugilato.

## Biografia
Tyson Fury nasce a Wythenshawe, un sobborgo del sud di Manchester, da genitori di origini gitane e irlandesi. La sua famiglia vanta una lunga storia nel mondo del pugilato: il padre, conosciuto come John "Gipsy" Fury, è stato un boxer professionista nel corso degli anni ottanta, mentre il cugino Andy Lee ha vinto il titolo dei pesi medi WBO nel 2014.
Ha un fratellastro, Tommy, anch'esso pugile.
È tifoso della squadra di calcio del Manchester Utd.

## Carriera

### Dilettanti
Da dilettante Fury ha rappresentato sia l'Irlanda che l'Inghilterra.
Nel 2006, oltre ad ottenere una medaglia di bronzo agli AIBA Youth World Boxing Championships, disputa tre match per gli irlandesi: due contro la squadra della Polonia ed uno contro gli Stati Uniti. Fury vince tutti gli incontri ottenendo, ai danni degli statunitensi, il primo KO in carriera.
Nel 2007, invece, gareggia per gli inglesi ai maggiori campionati nazionali, venendo sconfitto da David Price per 22-8. Il 26 maggio vince l'EU Junior Championship ai danni dell'ungherese Istvan Bernath, perdendo poi il titolo a luglio contro Maxim Babanin.
Nonostante il terzo posto raggiunto nella classifica dei dilettanti più forti al mondo, non viene selezionato per i Giochi Olimpici di Pechino 2008. Il 16 maggio dello stesso anno vince però il titolo ABA dei pesi supermassimi contro Damien Campbell per 19-1.
Conclude l'esperienza tra i dilettanti con un record di 31 vittorie, di cui 26 per KO, e 4 sconfitte.

### Professionisti
Il 6 dicembre 2008 debutta professionalmente vincendo, per KO tecnico al primo round, contro l'ungherese Bela Gyongyosi. Nei successivi sette mesi vince 6 incontri consecutivi, tutti per KO e prima del limite. Gli avversari, in ordine, sono stati: Marcel Zeller, Daniil Peratyakto, Lee Swaby, Matthew Ellis, Scott Belshaw e Aleksandrs Selezens.
L'11 settembre 2009, battendo ai punti John McDermott, vince il titolo dei pesi massimi britannico. La decisione, ritenuta controversa, fa nascere una disputa tra i due pugili che si conclude con un rematch vinto sempre da Fury, questa volta per TKO al nono round.
Il 23 luglio 2011 vince, per decisione unanime (117-112, 117-112, 118-111), contro Dereck Chisora; la prestazione gli vale la conquista del titolo dei pesi massimi del Commonwealth. Il 12 novembre difende, via KO tecnico, il titolo contro Neven Pajkic. Qualche mese dopo rende vacante la cintura, in virtù della sua volontà di puntare al campionato mondiale dei pesi massimi.
Il 29 novembre 2014, battendo per la seconda volta Chisora, questa volta per KO tecnico, conquista il titolo dei pesi massimi internazionale WBO mentre, il 28 febbraio 2015, vincendo agevolmente contro Christian Hammer, si classifica come primo sfidante dell'allora campione Volodymyr Klyčko. Il 28 novembre successivo, sconfiggendo l'ucraino per decisione unanime (115-112, 115-112, 116-111), si laurea campione del mondo WBO, WBA, IBF, IBO e The Ring per la prima volta in carriera. L'8 dicembre l'IBF ritira il proprio titolo in seguito all'accordo tra Fury e Klyčko per un rematch; secondo la federazione, l'inglese avrebbe dovuto affrontare il loro candidato numero uno, V"jačeslav Hlazkov.
Il 23 settembre 2016 il rematch contro Klyčko viene posticipato poiché, il nativo di Manchester, è risultato positivo alla cocaina. Il 13 ottobre la Federboxe britannica ha aperto un'indagine per doping sospendendogli la licenza da pugile. In seguito a questi avvenimenti Fury decide di rendere vacanti i titoli per iniziare un percorso di disintossicazione.
Il 9 giugno 2018, dopo quasi tre anni, torna sul ring vincendo per TKO al 4º round contro il pugile albanese Sefer Seferi. Il 19 agosto, battendo ai punti l'italo-tedesco Francesco Pianeta, diventa lo sfidante #1 al titolo WBC di Deontay Wilder. L'incontro con quest'ultimo, tenutosi il 1º dicembre allo Staples Center di Los Angeles, si è concluso in parità, con i giudici che hanno assegnato i seguenti voti: 115-111 per Wilder, 114-112 per Fury e 113-113 per entrambi. Il titolo è restato quindi, in quanto detentore, nelle mani di Wilder.
Il 15 giugno 2019 batte, per KO tecnico alla seconda ripresa, il tedesco Tom Schwarz, conquistando per la seconda volta il titolo intercontinentale WBO. Il 14 settembre successivo, sconfigge ai punti lo svedese Otto Wallin, ridiventando il candidato numero uno al titolo di Wilder. Il 22 febbraio 2020, nel loro secondo match, vincendo per KO tecnico al settimo round, conquista la cintura WBC e The Ring dei pesi massimi.
Il 22 maggio 2021 viene ufficializzato il terzo incontro con Wilder, previsto per il 24 luglio. Tuttavia, nove giorni prima, l'evento viene posticipato al 9 ottobre in seguito alla positività di Fury al COVID-19. L'incontro vede Fury vincere per KO all'undicesima ripresa, ponendo così fine alla rivalità tra i due pugili.
Il 25 febbraio 2022 viene annunciato, per il 23 aprile successivo, l'incontro tra Fury e il primo sfidante al titolo WBC Dillian Whyte. Il giorno del match, dopo aver dominato le prime cinque riprese (49-46, 48-47, 50-45), Fury si conferma campione del mondo WBC grazie ad un KO tecnico ottenuto allo scadere del sesto round.
Il 12 agosto 2022 rende vacante il titolo The Ring. Il 20 ottobre seguente viene concordato un incontro titolato con Dereck Chisora; l'evento, tenutosi il 3 dicembre a Londra, vede Fury vincere anche questa volta per KO tecnico.
Il 28 ottobre 2023 torna sul ring, vincendo per split decision (94–95, 96–93, 95–94) contro Francis Ngannou, al suo primo incontro da pugile professionista.
Il 18 maggio 2024 incontra Oleksandr Usyk per il titolo di campione lineare. Domina il match fin quando, alla nona ripresa, l'avversario lo colpisce in pieno sul naso; Fury sente il colpo e barcolla vistosamente mentre Usyk lo tempesta di colpi. Il pugile inglese resiste ma la vittoria ai punti, per decisione non unanime, è dell'ucraino che diventa così campione lineare (25 anni dopo Lennox Lewis), strappando la cintura WBC a Fury, l'unica che gli mancava.

### Ritiro
Il 13 gennaio 2025, 24 giorni dopo l'ultima sconfitta subita ai punti contro il pugile ucraino Olexandr Usyk, annuncia, tramite i propri social network, il ritiro dal pugilato. Nella breve storia pubblicata su Instagram dichiara: "Ciao a tutti, sarò breve e dolce: Vorrei annunciare il mio ritiro dalla boxe. È stato fantastico, ho amato ogni singolo minuto. Dio benedica tutti, ci vediamo dall'altra parte. Alzatevi! Grazie a tutti quelli che mi hanno aiutato durante il cammino. Gesù è il Re".

## Risultati
| N. | Risultato | Record | Avversario              | Metodo | Data              | Round, tempo  | Località                           | Note |  |
| 37 | Sconfitta | 34-2-1 | Oleksandr Usyk          | UD     | 21 dicembre 2024  | 12            | Riad, Arabia Saudita               | Per i titoli WBA (Super), WBC, WBO, e IBO dei pesi massimi.                                              |  |
| 36 | Sconfitta | 34-1-1 | Oleksandr Usyk          | SD     | 18 maggio 2024    | 12            | Riad, Arabia Saudita               | Perde il titolo mondiale WBC dei pesi massimi. Per i titoli WBA (Super), IBF, WBO, IBO dei pesi massimi. |  |
| 35 | Vittoria  | 34-0-1 | Francis Ngannou         | SD     | 28 ottobre 2023   | 10            | Riad, Arabia Saudita               | |  |
| 34 | Vittoria  | 33-0-1 | Dereck Chisora          | TKO    | 3 dicembre 2022   | 10 (12) 2:51  | Londra, Inghilterra                | Difende il titolo mondiale WBC dei pesi massimi                                                          |  |
| 33 | Vittoria  | 32-0-1 | Dillian Whyte           | TKO    | 23 aprile 2022    | 6 (12) 2:59   | Londra, Inghilterra                | Difende il titolo mondiale WBC e The Ring dei pesi massimi                                               |  |
| 32 | Vittoria  | 31-0-1 | Deontay Wilder          | KO     | 9 ottobre 2021    | 11 (12), 1:10 | Paradise, Stati Uniti d'America    | Difende il titolo mondiale WBC e The Ring dei pesi massimi                                               |  |
| 31 | Vittoria  | 30-0-1 | Deontay Wilder          | TKO    | 22 febbraio 2020  | 7 (12), 1:39  | Paradise, Stati Uniti d'America    | Vince il titolo mondiale WBC e The Ring dei pesi massimi                                                 |  |
| 30 | Vittoria  | 29–0-1 | Otto Wallin             | UD     | 14 settembre 2019 | 12            | Paradise, Stati Uniti d'America    | |  |
| 29 | Vittoria  | 28–0-1 | Tom Schwarz             | TKO    | 15 giugno 2019    | 2 (12), 2:54  | Paradise, Stati Uniti d'America    | Vince il titolo intercontinentale WBO dei pesi massimi                                                   |  |
| 28 | Pareggio  | 27–0–1 | Deontay Wilder          | SD     | 1º dicembre 2018  | 12            | Los Angeles, Stati Uniti d'America | Per il titolo mondiale WBC dei pesi massimi                                                              |  |
| 27 | Vittoria  | 27–0   | Francesco Pianeta       | UD     | 18 agosto 2018    | 10            | Belfast, Irlanda del Nord          | |  |
| 26 | Vittoria  | 26–0   | Sefer Seferi            | RTD    | 9 giugno 2018     | 4 (12), 3:00  | Manchester, Inghilterra            | |  |
| 25 | Vittoria  | 25–0   | Volodymyr Klyčko        | UD     | 28 novembre 2015  | 12            | Düsseldorf, Germania               | Vince il titolo mondiale dei pesi massimi WBA, WBO, IBF, IBO e The Ring                                  |  |
| 24 | Vittoria  | 24–0   | Christian Hammer        | RTD    | 28 febbraio 2015  | 8 (12), 3:00  | Londra, Inghilterra                | Difende il titolo interncontinentale WBO dei pesi massimi                                                |  |
| 23 | Vittoria  | 23–0   | Dereck Chisora          | RTD    | 29 novembre 2014  | 10 (12), 3:00 | Londra, Inghilterra                | Vince il titolo intercontinentale WBO dei pesi massimi                                                   |  |
| 22 | Vittoria  | 22–0   | Joey Abbell             | TKO    | 15 febbraio 2014  | 4 (10), 1:48  | Londra, Inghilterra                | |  |
| 21 | Vittoria  | 21–0   | Steve Cunningham        | TKO    | 20 aprile 2013    | 7 (12), 2:55  | New York, Stati Uniti d'America    | |  |
| 20 | Vittoria  | 20–0   | Kevin Johnson           | UD     | 1 dicembre 2012   | 12            | Belfast, Irlanda del Nord          | |  |
| 19 | Vittoria  | 19–0   | Vinny Maddalone         | TKO    | 7 luglio 2012     | 5 (12), 1:35  | Clevedon, Inghilterra              | |  |
| 18 | Vittoria  | 18–0   | Martin Rogan            | RTD    | 14 aprile 2012    | 5 (12), 3:00  | Belfast, Irlanda del Nord          | Vince il titolo irlandese dei pesi massimi                                                               |  |
| 17 | Vittoria  | 17–0   | Neven Pajkic            | TKO    | 12 novembre 2011  | 3 (12), 2:44  | Manchester, Inghilterra            | Difende il titolo del Commonwealth dei pesi massimi                                                      |  |
| 16 | Vittoria  | 16–0   | Nicolai Firtha          | TKO    | 18 settembre 2011 | 5 (12), 2:19  | Belfast, Irlanda del Nord          | |  |
| 15 | Vittoria  | 15–0   | Dereck Chisora          | UD     | 23 luglio 2011    | 12            | Londra, Inghilterra                | Vince il titolo del Commonwealth dei pesi massimi                                                        |  |
| 14 | Vittoria  | 14–0   | Marcelo Luiz Nascimento | TKO    | 19 febbraio 2011  | 5 (10), 2:48  | Londra, Inghilterra                | |  |
| 13 | Vittoria  | 13–0   | Zack Page               | UD     | 19 dicembre 2010  | 8             | Québec, Canada                     | |  |
| 12 | Vittoria  | 12–0   | Rich Power              | MD     | 10 settembre 2010 | 8             | Londra, Inghilterra                | |  |
| 11 | Vittoria  | 11–0   | John McDermott          | TKO    | 25 giugno 2010    | 9 (12), 1:08  | Brentwood, Inghilterra             | Vince il titolo inglese dei pesi massimi                                                                 |  |
| 10 | Vittoria  | 10–0   | Hans-Joerg Blasko       | TKO    | 5 marzo 2010      | 1 (8), 2:14   | Huddersfield, Inghilterra          | |  |
| 9  | Vittoria  | 9–0    | Tomas Mrazek            | MD     | 26 settembre 2009 | 6             | Dublino, Irlanda                   | |  |
| 8  | Vittoria  | 8–0    | John McDermott          | MD     | 11 settembre 2009 | 10            | Brentwood, Inghilterra             | Vince il titolo inglese dei pesi massimi                                                                 |  |
| 7  | Vittoria  | 7–0    | Aleksandrs Selezens     | TKO    | 18 luglio 2009    | 3 (6), 0:48   | Londra, Inghilterra                | |  |
| 6  | Vittoria  | 6–0    | Scott Belshaw           | TKO    | 23 maggio 2009    | 2 (8), 0:52   | Watford, Inghilterra               | |  |
| 5  | Vittoria  | 5–0    | Matthew Ellis           | TKO    | 11 aprile 2009    | 1 (6), 0:48   | Londra, Inghilterra                | |  |
| 4  | Vittoria  | 4–0    | Lee Swaby               | RTD    | 14 marzo 2009     | 4 (6), 3:00   | Birmingham, Inghilterra            | |  |
| 3  | Vittoria  | 3–0    | Daniil Peretyatko       | TKO    | 28 febbraio 2009  | 2 (6), 3:00   | Norwich, Inghilterra               | |  |
| 2  | Vittoria  | 2–0    | Marcel Zeller           | TKO    | 17 gennaio 2009   | 3 (6), 2:50   | Wigan, Inghilterra                 | |  |
| 1  | Vittoria  | 1–0    | Bela Gyongyosi          | TKO    | 6 dicembre 2008   | 1 (6), 2:14   | Nottingham, Inghilterra            | |  |